# Acacia caven

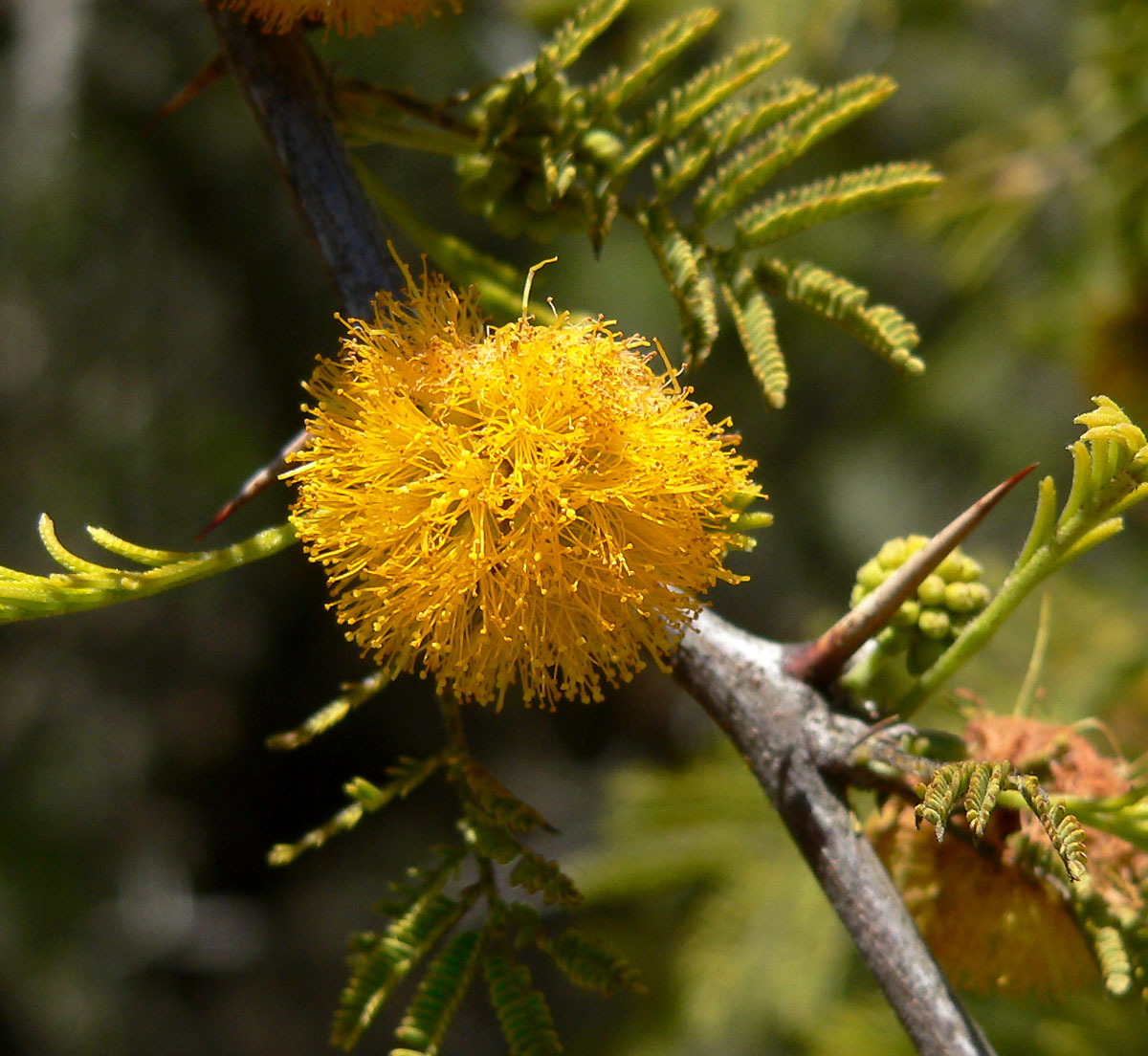
Kwitnąca A. caven w ogrodzie botanicznym Uniwersytetu Kalifornijskiego w Berkeley

Acacia caven – gatunek drzewa lub krzewu liściastego z rodziny bobowatych, występujący w Argentynie, Boliwii, Chile, Paragwaju, Urugwaju i południowej Brazylii.

## Morfologia
PokrójNiskie drzewo lub krzew o formie rozłożystej. Osiąga wysokość do 7–10 metrów, choć zwykle jest niższa (2–6 m). Występuje pojedynczo lub w płatach zwanych espinillares. Kora ciemnobrązowa.
LiścieDość trwałe (opadają dopiero podczas zimy), pierzaste (3–10 par listków podzielonych na 11–26 par blaszek w liściu) o długości od 4 do 5 cm z listkami o długości 12–22 mm leżącymi co ok. 0,1 cm. Barwa liści jasnozielona. Przylistki w postaci lekko omszonych, czerwonobrązowych, jaśniejących i szarzejących z wiekiem cierni o długości 30(50) mm. Ogonki liściowe o długości 5–11 mm z pojedynczym, bezszypułkowym gruczołem.
KwiatyJasnożółte, kuliste, około 1,5 cm średnicy. Bezszypułkowe, zebrane w kwiatostany. Szypułki kwiatostanów omszone o długości 6–11(16) mm. Podsadki cztero- lub pięciodzielne, trwałe. Kielich i korona pięciodzielne. Powabnią są skupiska pręcików. Kwitnienie od czerwca do listopada.
OwoceStrąki o barwie czarnej lub ciemnobrązowej. Okrągłe w przekroju, proste, skórzaste. O długości ok. 5 cm.
Gatunki podobneVachellia farnesiana (gatunki są łączone przez niektórych systematyków), różnica polega głównie na budowie gruczołu na ogonku liściowym.

## Biologia i ekologia
SiedliskoMiejsca nasłonecznione. Gleby o odczynie od kwaśnego do lekko zasadowego. Występuje w obszarach o klimacie śródziemnomorskim i gorącym, może wytrzymać długie okresy suszy. Jest gatunkiem ekspansywnym na obszarach przekształconych przez człowieka.
Gatunek jest bardzo rozpowszechniony w argentyńskiej prowincji Entre Ríos, gdzie rośnie na terenach zalewowych. Te aluwialne lasy nazywane są espinal, przy czym nazwą tą określane są różnego typu kolczaste zbiorowiska w krajach hiszpańskojęzycznych. Suche lasy budowane przez A. caven i Celtis spinosa wchodzące w skład nadrzecznego espinalu nazywane są również espinillares. W suchszych rejonach środkowej Argentyny wraz z innymi gatunkami tworzy kolczaste niskie lasy i zarośla espinales. Spotykany jest również na pampie, a w Andach występuje do wysokości 3200 m n.p.m.. W Chile gatunek ten jest dominantem sawannowej formacji espinal (innej niż espinal znad Parany) i wchodzi w skład innych odmian matorralu, np. zarośli espinares będących zbiorowiskami wtórnymi na terenach odlesionych.
GenetykaLiczba chromosomów 2n = 26.
InterakcjeKwiaty są wykorzystywane jako pokarm dla pszczół do produkcji miodu. Kora i liście stanowią jeden z przysmaków koszatniczek. Ciernie z rzadka bywają zasiedlane przez mrówki.

## Systematyka i zmienność
Budowa podsadek jest typowa dla rodzaju Vachellia, w związku z tym część systematyków określa ten gatunek jako Vachellia caven. Ze względu na jego szeroką gamę siedlisk, istnieje wiele podgatunków i odmian.

## Zastosowanie
Kwiaty są wykorzystywane do produkcji perfum (stąd jedna z nazw zwyczajowych aromo), taniny zaś z owoców do garbowania skór. Twarde drewno A. caven ma doskonałe właściwości opałowe.